# Karin Kneissl
Karin Kneissl (Bécs, 1965. január 18. –) osztrák jogász, politikai szakértő, politikus, Ausztria külügyminisztere volt.

## Életpályája
Gyermekkorának egy részét Jordániában töltötte, ahol édesapja Husszein jordán király pilótájaként dolgozott. 1983 és 1987 között jogot és arab nyelv és irodalmat hallgatott a Bécsi Egyetemen. Tanulmányai többek között Jeruzsálembe, Ammanba, Washingtonba és Párizsba vezették. 1992-ben doktorált jogból (Dr. jur.).
1990 és 1998 között az osztrák külügyminisztériumban dolgozott, majd mint szabadúszó publicista, külpolitikai kommentátor és szakértő tevékenykedett. Számos könyv szerzője, több művet írt a közel-keleti konfliktusról.
2017-ben a Szabadságpárt (FPÖ) fölkérte, hogy az ő színeiben legyen külügyminiszter az ÖVP-FPÖ-koalícióban. A pártba nem lépett be.
Hivatali ideje alatt, 2018-ban házasságot kötött élettársával, Wolfgang Meilingerrel. Vlagyimir Putyin orosz elnök részvétele a lakodalmon sok kritikát váltott ki.
Kneissl Seibersdorfban él, Bécstől délre. Nagy állatrajongó, farmján lovat, kutyát, macskát, csirkét stb. tart.

## Könyvei
- Der Grenzbegriff der Konfliktparteien im Nahen Osten. Dissertation, Universität Wien, 1991.
- Hizbollah: Libanesische Widerstandsbewegung, islamische Terrorgruppe oder bloss eine politische Partei? Eine Untersuchung der schiitischen Massenbewegung Hizbollah im libanesischen und regionalen Kontext. Landesverteidigungsakademie, Wien 2002, ISBN 3-901328-69-63-901328-69-6.
- Der Energiepoker: Wie Erdöl und Erdgas die Weltwirtschaft beeinflussen. FinanzBuch, München 2006, ISBN 3-89879-187-43-89879-187-4; 2., überarbeitete Auflage 2008, ISBN 978-3-89879-448-0978-3-89879-448-0.
- Die Gewaltspirale: Warum Orient und Okzident nicht miteinander können. Ecowin, Salzburg 2007, ISBN 978-3-902404-39-8978-3-902404-39-8.
- Testosteron Macht Politik. Braumüller, Wien 2012, ISBN 978-3-99100-068-6978-3-99100-068-6.
- Die zersplitterte Welt: Was von der Globalisierung bleibt. Braumüller, Wien 2013, ISBN 978-3-99100-086-0978-3-99100-086-0.
- Mein Naher Osten. Braumüller, Wien 2014, ISBN 978-3-99100-112-6978-3-99100-112-6.
- Prinz Eugen: Vom Außenseiter zum Genie Europas. Belvedere, Wien 2014, ISBN 978-3-902805-58-4978-3-902805-58-4.
- Wachablöse: Auf dem Weg in eine chinesische Weltordnung. Frank & Frei, 1. September 2017, ISBN 978-3950434842978-3950434842